# Krivaja (Sjenica)
Krivaja (Servisch cyrillisch Криваја) is een plaats in de Servische gemeente Sjenica. De plaats telt 11 inwoners (2002).